# Буйновська ущелина
Буйновська ущелина (болг. Буйновското ждрело, Ягодинско ждрело) — ущелина річки Буйновська (лівий приплив річки Вача) в західних Родопах, общині Борино Смолянської області.

## Географія
Ущелина має довжину близько 16 км, середня висота становить 1090 м. Вона починається на північ від села Буйново, на висоті 1307 м над рівнем моря, далі прямує на північ і після 16 км закінчується на греблі Тешель, на висоті 876 м над рівнем моря. Вся ущелина сповнена протерозойських мармурів. Ця вражаюча природна краса Родопів приваблює багатьох туристів. Перші 7-8 км ущелина ширша, але після Ягодинської печери і особливо після відгалуження до села Ягодина стає дуже вузькою. Тут річка прорізає протерозойські мармури, а вертикальні скелі знаходяться в безпосередній близькості одна від одної. Місце, де скелі майже торкають одна одну, називається місцевим населенням «Стрибок вовка». Мешканці сусіднього села Ягодина говорять, що в цьому місці зимові голодні зграї вовків проходять через місце, щоб нападати на кошари. Буйновська ущелина також відоме своїм різноманіттям видів рослин і тварин, багато з яких охороняються. Ущелина було оголошено природною пам'яткою в 1971 році.
Близько 4 км над ущелиною, на правому березі річки знаходиться Ягодинська печера, відома своїми прекрасними печерними формами, а трохи вище над правим берегом знаходиться печера Імамова дупка. Ущелина є частиною 100 туристичних об'єктів Болгарії.
Буйновські меандри — це мальовнича екологічна стежка, яка проходить через Ягодинську печеру, Буйново і Кожари. Вона підходить як для пішоходів, так і для їзди на велосипеді. У цій частині річки не дозволяється рибалка, але є кілька штучних ставок для рибалки, а також кілька місць з усіма засобами для приготування барбекю або пікніка. Типовими для цього району є численні фонтани, побудовані місцевими жителями. Річкові меандри є улюбленим місцем для відпочинку та кемпінгу протягом літніх місяців року. У районі навколо річки можна побачити дуже рідкісні види рослин і тварин.
У всьому ущелині проходить вузька, односмугова комунальна дорога, яка є єдиним шляхом між селами Буйново та Кожари та іншими частинами країни.